# Py (Pyrénées-Orientales)
Py település Franciaországban, Pyrénées-Orientales megyében. Lakosainak száma 79 fő (2022. január 1.). Py Sahorre, Casteil, Prats-de-Mollo-la-Preste, Mantet és Nyer községekkel határos.

## Népesség
A település népességének változása:
| Lakosok száma | 92   | 92   | 96   | 88   | 84   | 80   | 80   | 79   | 79   |
|               | 2013 | 2015 | 2016 | 2017 | 2018 | 2019 | 2020 | 2021 | 2022 |